# 姚本 (永樂進士)
姚本，山西大同府人，明朝政治人物。舉人出身。

## 生平
明成祖永樂九年，辛卯科山西鄉試中舉，后考中進士。明成祖永樂十九年，登進士，授汝寧府知府。